# Raymonda
Raymonda é um balé em três atos, coreografado por Marius Petipa com música de Alexander Glazunov. Teve sua estreia mundial em 19 de Janeiro de 1898, no Teatro Mariinski em São Petersburgo, Rússia. Com o elenco original: Pavel Gerdt, como Abderakhman, Pierina Legnani, como Raymonda e Sergei Legat como Jean de Brienne.

## Trama
Ato I – Palácio de Raymonda
No século XIII uma jovem bela chamada Raymonda, sobrinha da Condessa Sybil de Daurice da França, preocupa-se com os preparativos de sua festa de aniversário. Enquanto isso, a Condessa mostra a todos a estátua da Dama Branca, uma antepassada sua, que castiga os que se mostram infiéis às tradições da família.
O noivo de Raymonda, o Cavaleiro Jean de Brienne, chega ao palácio para se despedir, pois irá para uma cruzada chefiada pelo Rei Andrei II, da Hungria. Mas promete estar presente em sua festa de aniversário.
Durante a noite, surge para Raymonda o fantasma da Dama Branca, que a conduz ao Reino Mágico da Fantasia.
Lá encontra seu amado Jean de Brienne, com o qual dança por muito tempo, alegremente. No entanto, repentinamente, seu noivo desaparece, dando lugar a um estranho, um Cavaleiro Oriental, este faz uma apaixonada declaração de amor a Raymonda.
Assustada, desfalece, acorda no outro dia com a impressão de que tudo aquilo poderia ser uma premonição.
Ato II – No castelo dos Daurice
Chega o momento de sua festa de aniversário, os convidados vão adentrando ao palácio e
Raymonda imediatamente nota a presença do cavaleiro sarraceno Abderakhman e sua enorme comitiva.
Percebendo que se trata do cavaleiro de seu sonho, Raymonda fica assustada.
Abderakhman oferece à jovem poder e riqueza,em troca da sua mão, porém ela o repele, o que lhe enfurece e faz tomar a decisão de raptá-la. Nesse momento entram no palácio Jean de Brienne e os outros cavaleiros que vieram da cruzada. Tendo conhecimento da situação Jean inicia um duelo com seu rival, acabando vencedor, podendo desta forma continuar feliz na companhia de sua amada.
Ato III – Parque do castelo de Jean de Brienne
Uma outra grande festa é realizada, desta vez para celebrar o casamento de Jean e Raymonda, o rei Andrei II abençoa os noivos.
A comemoração termina com um grande baile húngaro em homenagem ao rei.